# Ivan Aleksejevič Sikorski
Ivan Aleksejevič Sikorski [ívan alekséjevič sikórski] (rusko Иван Алексеевич Сикорский, ukrajinsko Іван Олексійович Сікорський), ruski zdravnik, psihiater in psiholog, * 26. maj (ruski koledar) 1842, vas Antonov, Kijevska gubernija, Ruski imperij, danes Ukrajina, † 1. februar 1919, Kijev, Ukrajina.

## Življenje in delo
Sikorski se je rodil v družini duhovnika. Družina je bila velika. V njej se je rodilo šest sinov in šest hčera. Ivan je bil šesti otrok. Že zelo zgodaj je veliko bral.
Leta 1869 je diplomiral na Medicinski fakulteti Univerze v Kijevu.  V letu 1872 je obranil doktorsko dizertacijo O limfnih žilah pljuč (О лимфатических сосудах лёгких).
Leta 1873 je odšel v Sankt Peterburg, leta 1881 je postal docent, leta 1885 izredni, ter leta 1889 redni profesor psihiatrije na kijevski univerzi. Najprej je v Sankt Peterburgu preučeval duševne bolezni na kliniki Balinskega, nato pa je bil od leta 1882 zdravnik v bolnici svetega Nikolaja Čudotvorca.
Bil je urednik kijevske medicinske revije Voprosi nervno-psihičeskoj medicini (Вопросы нервно-психической медицины) (1896 - 1905). Napisal je zelo cenjeno monografijo O jecljanju (О заикании, Sankt Peterburg 1889), ki so jo prevedli tudi v nemščino.
Njegov sin Igor je bil znani pionir letalstva, letalski in helikopterski konstruktor.
Ivan je pokopan na Bajkovem pokopališču v Kijevu.

## Dela
- Značilnosti psihologije Slovanov (Черты из психологии славян) (Kijev 1895),
- Epidemične namerne smrti in uboji v Ternovskih hutorih (pri Tiraspolu). Psihološka raziskava (Эпидемические вольные смерти и смертоубийства в Терновских хуторах (близ Тирасполя). Психологическое исследование, ib., 1897),
- Alkoholizem in pitje (Алкоголизм и питейное дело, ib., 1897),
- O uspehih medicine pri ohranjanju boljših oblik zdravja (Об успехах медицины в деле охранения высших сторон здоровья, ib., 1898),
- O vplivu alkoholnih pijač na zdravje in nravnost prebivalstva Rusije (О влиянии спиртных напитков на здоровье и нравственность населения России, ib., 1899),
- Zbornik znanstveno-književnih člankov o vprašanjih družbene psihologije, vzgoje in nervno-psihične higiene (v 5-tih knjigah) (Сборник научно-литературных статей по вопросам общественной психологии, воспитания и нервно-психической гигиены, ib., 1900),
- Splošna psihologija s fiziognomijo v slikovni razlagi (Всеобщая психология с физиогномикой в иллюстрированном изложении, ib., 1905),
- Psihološke osnove vzgoje (Психологические основы воспитания, ib., 1905),
- O psiholoških osnovah nacionalizma (О психологическихъ основахъ націонализма[mrtva povezava], Kijev 1910).